# Tatiana Dueñas
Yesi Tatiana Dueñas Gómez (Bogotá, 31 de marzo de 1998) es una ciclista profesional colombiana de pista y ruta. Desde 2022 corre para el equipo colombiano de categoría amateur el Avinal-Carmen de Viboral.

## Palmarés

### Pista
2015
- Campeonato Panamericano de Ciclismo
  -  Plata en Persecución por equipos júnior
  -  Bronce en Ómnium júnior

2016
- Campeonato Panamericano de Ciclismo
  -  Oro en Scratch júnior
  -  Oro en Persecución individual júnior
  -  Plata en Carrera por puntos júnior
- Campeonato de Colombia en Pista
  -   Oro en Persecución por equipos (junto con Jessica Parra, Camila Valbuena y Milena Salcedo)

2017
- Campeonato de Colombia en Pista
  -   Oro en Persecución por equipos (junto con Jessica Parra, Camila Valbuena y Milena Salcedo)
  -   Oro en Ómnium

2018
- Juegos Suramericanos
  -  Oro en Persecución por equipos (junto con Milena Salcedo, Jessica Parra y Serika Gulumá)
- Juegos Centroamericanos y del Caribe
  -  Plata en Persecución por equipos
- Campeonato de Colombia en Pista
  -   Oro en Persecución por equipos (junto con Jessica Parra, Mabel Rojas y Milena Salcedo)
  -   Bronce en Ómnium

### Ruta
2016
- Campeonato de Colombia Contrarreloj júnior
- Campeonato Panamericano de Ciclismo en Contrarreloj júnior [3]

2018
- 2.ª en el Campeonato de Colombia Contrarreloj sub-23

2019
- 3.ª en el Campeonato de Colombia Contrarreloj sub-23

2020
- 2.ª en el Campeonato de Colombia Contrarreloj sub-23

2022
- 2.ª en el Campeonato de Colombia Contrarreloj

## Equipos
- Coldeportes Zenú Sello Rojo (2018)
- Team Illuminate (2019)
- Colnago CM Team (2020-2021)
- Avinal-Carmen de Viboral (2022)
- Clarus-Merquimia Bicicletas Strongman (2023)